# ÖBB Modularwagen

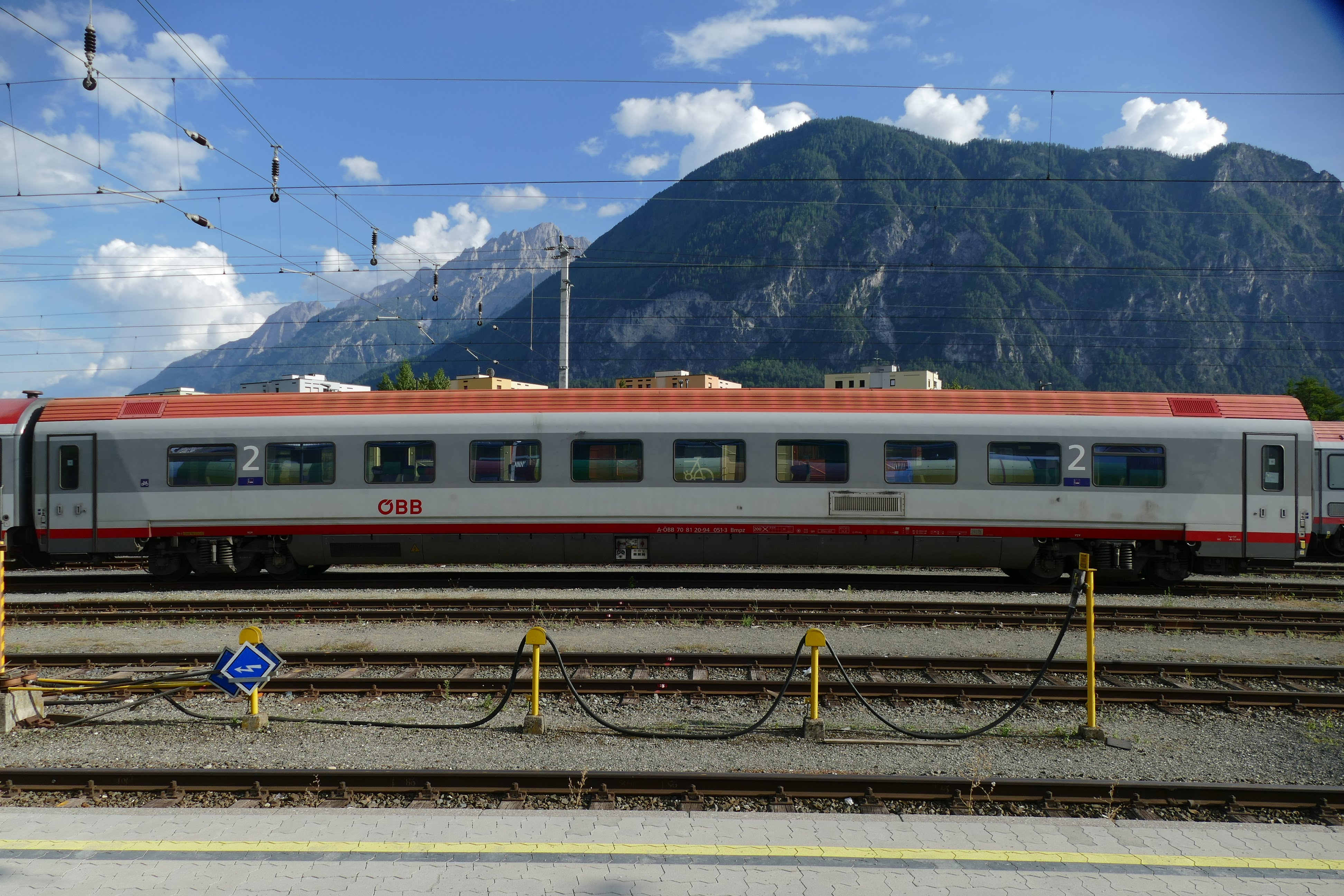
Ein Modularwagen im Bahnhof Lienz

Die sogenannten Modularwagen sind eine Bauart von Reisezugwagen, die ab 1994 von SGP im Werk Simmering für die ÖBB produziert und als Reihe 20–94 in Dienst gestellt wurden. Eng verwandt mit den Wagen ist der Railjet 1. Generation, welcher auf Basis der Modularwagen entwickelt wurde.

## Geschichte

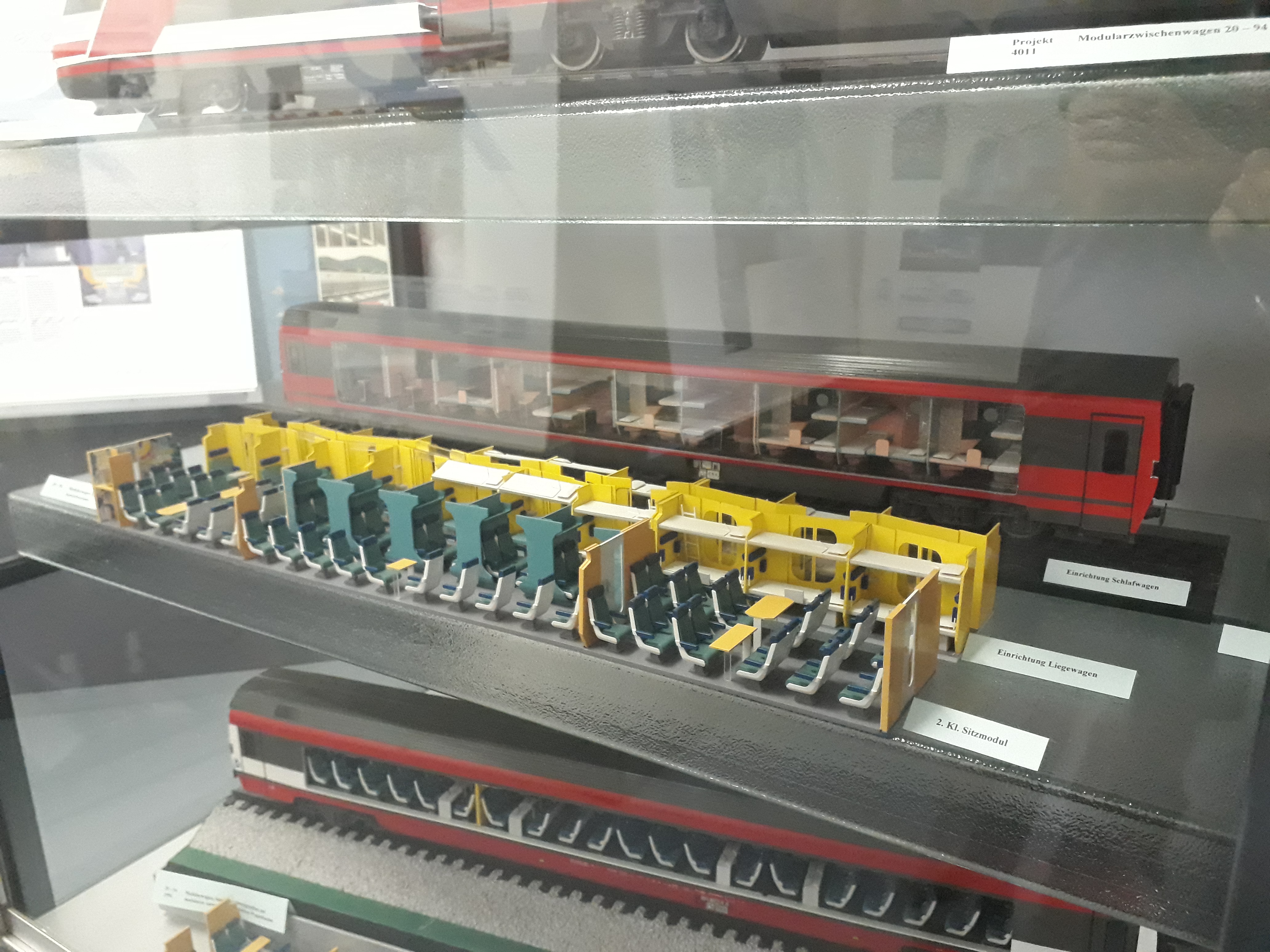
Design-Modell eines Modularwagen mit den verschiedenen Möglichkeiten der Innenausstattung

Ab 1994 ergänzten die ÖBB ihren Wagenpark um 60 Großraumwagen zweiter Klasse Bmpz 20–94. Sie gehörten nicht mehr zur Eurofimabauart. Diese bereits ab Werk druckertüchtigten Wagen haben einen kürzeren Drehzapfenabstand, einen breiteren Wagenkasten mit schrägen Seitenwänden und eine Einspannungs-Energieversorgung, sie sind daher nicht RIC-fähig und nur für Österreich, Deutschland und die Schweiz zugelassen. Vorgesehen war, diese Wagen mit modularer Inneneinrichtungen und Klassen bei gleichem Wagenkasten versehen zu können. Mit diesen Wagen sollten die Inlandsreisezugwagen auf Fernverkehrsverbindungen ersetzt werden. Es blieb jedoch von Anfang an bei den sechzig 2.-Klasse-Wagen, von denen zwar 20 als 1. Klasse bestellt wurden, die Bestellung jedoch noch vor Auslieferung der ersten Wagen geändert wurde.

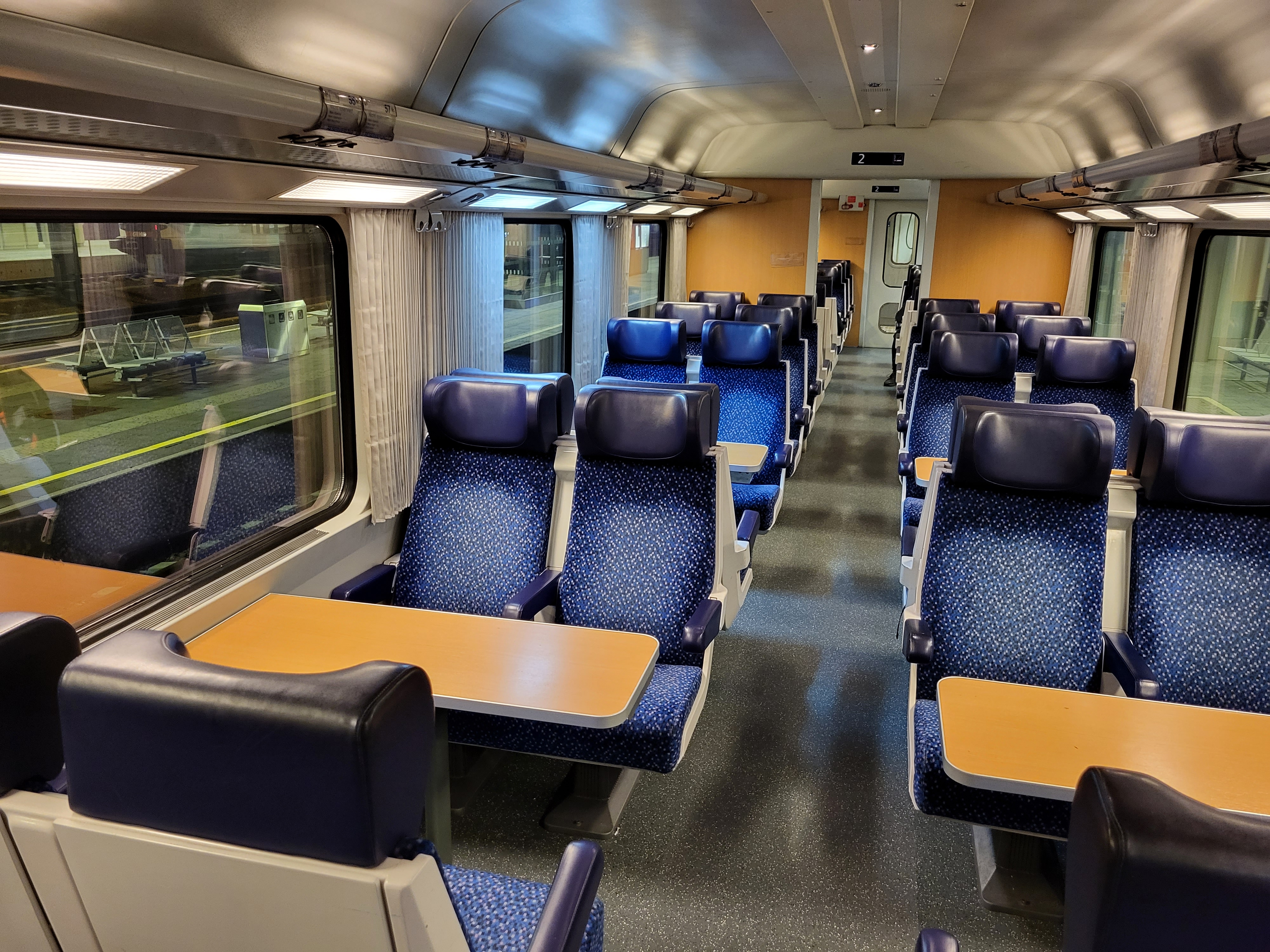
Innenraum eines Modularwagen Reihe 20–94

Die Wagen wurden ähnlich den Eurofima-Wagen und deren Nachbauten einem Upgrade unterzogen. Die Lackierung erfolgte fortan nicht mehr im Valousek-Design, sondern in den Grautönen NCS S 4502 B und NCS S 2502 B für die Seitenwände und Fensterband. Die Stirnwände, Schürzen und Fahrwerke wurden in Dunkelgrau (NCS S 6502 B), die Dächer und Längsträger in Verkehrsrot (RAL 3020) lackiert. Die Inneneinrichtung im Design der 1990er Jahre mit Decke und Wandverkleidungen in Unifarben, sowie Motiven moderner Kunst, wurde durch hellgrau und ein helles Holzdekor ersetzt. Die Sitzbezüge waren ursprünglich grau-gemustert mit blauen Kopfstützen, nach dem Upgrade waren diese wie bei allen Wagen des Upgrade-Programmes blau-gemustert.

## Weiterentwicklung

### Liegewagen 59-91.2

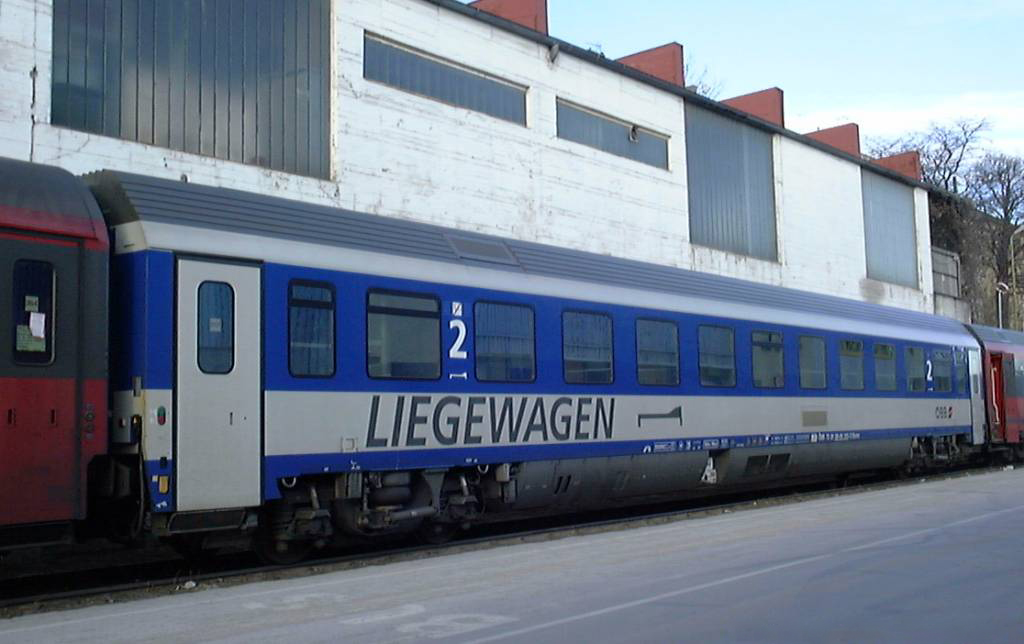
ÖBB Liegewagen 59-91.2 (ähnlich der Modularbauart)

Ab 2001 kamen zehn Liegewagen Bcmz 59-91.2 zur Flotte hinzu, die der Modularbauart ähnlich sind und ohne Einschränkung international eingesetzt werden.

### Railjet 1
Die Wagen der Siemens Viaggio Comfort-Serie, aus welchen der Railjet 1 besteht, basieren ebenso auf der Reihe 20-94.

## Bestand
Im Jahr 1995 verunfallte der Wagen 20-94 036 auf der Arlbergbahn bei Braz. Acht Jahre später wurde er in Spratzern verschrottet.
Im Jahr 2016 wurden zwölf Wagen mit großen Fahrradstellplätzen versehen und zur Reihe 84-94 umbezeichnet. 2017 wurde dies rückgängig gemacht.